# Naknek
Naknek (Central Yupik: Nakniq) ist ein Ort und ein census-designated place (CDP) im Bristol Bay Borough in Alaska. Naknek ist Verwaltungssitz (Borough Seat) des Bristol Bay Borough. Das U.S. Census Bureau hatte bei der Volkszählung 2020 für Naknek eine Einwohnerzahl von 470 ermittelt. Naknek ist heute eine Fischerei-Gemeinde mit einer gemischten Bevölkerung bestehend aus Nicht-Indigenen, Yupik-Eskimo, Aleuten und Athabasken.

## Geographie
Naknek befindet sich im Südwesten von Alaska am rechten Flussufer des Naknek River 4 km oberhalb dessen Mündung in die Bristol Bay, eine Bucht im Südosten des Beringmeers. Der Ort liegt 20 km westnordwestlich von King Salmon, 90 km ostsüdöstlich von Dillingham sowie 480 km südwestlich von Anchorage. Am gegenüberliegenden Flussufer liegt South Naknek. Am Nordwestrand von Naknek befindet sich der Flugplatz Naknek. In der näheren Umgebung befinden sich die Schutzgebiete Alagnak Wild and Scenic River Corridor und Katmai National Park and Preserve. 

## Geschichte
Bald nach dem Kauf von Alaska durch die Vereinigten Staaten entwickelte sich in der Region der kommerzielle Fischfang. 1890 eröffnete die erste Lachs-Konservenfabrik in Naknek. Die Arbeitskräfte kamen meist von außerhalb der Region. Während des Zweiten Weltkriegs kam es zu einem Arbeitskräftemangel und die lokale Bevölkerung bekam die Möglichkeit, in der Fisch-Industrie eine Beschäftigung zu finden. 1920 eröffnete die erste Schule in Naknek. 1929 landete das erste Flugzeug in Naknek. In den 1930er und 1940er Jahren wurde Naknek regelmäßig von Buschpiloten angeflogen. 1942 wurde im nahe gelegenen King Salmon ein Luftwaffenstützpunkt errichtet. 1949 wurde eine 24 km lange Straße von Naknek nach King Salmon fertiggestellt. 1980 wurde Naknek ein census-designated place. Heute ist Naknek ein Zentrum der Fischerei und der Schifffahrt in der Bristol Bay.

## Demografie
Zum Zeitpunkt der Volkszählung im Jahre 2020 (U.S. Census 2020) hatte Naknek 470 Einwohner auf einer Landfläche von 211,18 km². Von den Einwohnern waren 170 Weiße, 2 afrikanisch-amerikanischer, 218 amerikanisch-indianischer Abstammung sowie 5 Asiaten. Beim Zensus 2000 lebten 678 Einwohner in Naknek, 2010 waren es 544. Somit war die Bevölkerungsentwicklung in den letzten Jahren rückläufig. 